# Díly
Díly är en ort i Tjeckien.   Den ligger i regionen Plzeň, i den västra delen av landet, 140 km sydväst om huvudstaden Prag. Díly ligger 599 meter över havet och antalet invånare är 376.
Terrängen runt Díly är kuperad västerut, men österut är den platt.Runt Díly är det ganska glesbefolkat, med 24 invånare per kvadratkilometer. Närmaste större samhälle är Domažlice, 10,4 km öster om Díly. I omgivningarna runt Díly växer i huvudsak blandskog.